# Мохаммед Абд-аль-Вахаб
Мохаммед Абд-аль-Вахаб (араб. محمد عبد الوهاب, i 1907, Каїр — 3 травня 1991) — єгипетський співак, композитор та актор, виконавець на народному інструменті уд.
Мохаммед Абд-аль-Вахаб є автором музики до ряду перших єгипетських німих фільмів, гімну Королівства Лівії (існувало в 1951—1969 роках), а також ряду пісень, зокрема написаних для співачки Ум Кульсум. Його творчість мала важливе значення для зближення і взаємопроникнення традиційної єгипетської та європейської музичної культури. У його піснях, цілком написаних в арабських традиціях використовуються ритми західної музики, зокрема вальсові та рок-н-рольні. Також Мохаммед Абд-аль-Вахаб знявся у ряді єгипетських фільмів як актор.
На батьківщині композитора, у передмісті Каїру на площі Баб Ель-Шарйа (Bab El-Sharyia), йому встановлено пам'ятник.